# Ladislav Karoušek
Ladislav Karoušek (17. září 1926 Turnov – 22. března 1991 Praha) byl český výtvarník.

## Život
Ladislav Karoušek poměrně brzy poznal osobně některé turnovské malíře. Seznámil se s Karlem Vikem i Karlem Kinským, jehož kresby se již počátkem čtyřicátých let snažil napodobit. V jeho rozhodování o celoživotní orientaci na výtvarné umění sehráli významnou úlohu i profesor turnovského gymnázia Jan Choura a především profesoři šperkařské školy Zděnek Juna, Vladimír Linka, Josef Durych a Karel Tuček.
Vystudoval Střední odbornou školu šperkařskou v Turnově, obor rytí drahokamů a skla. V Praze studoval na Akademii výtvarných umění u profesorů Silovského a Holého. V jeho tvorbě se od počátku 60. let objevuje inspirace Českým rájem kolem Jizery a podhůřím Jizerských hor v okolí Jablonce na Nisou.
Ladislav Karoušek byl členem skupiny M57, se kterou v roce 1959 poprvé vystavoval. První samostatnou výstavu měl v Praze v roce 1960. V roce 1965 byl na studijním pobytu na Cejlonu, kde tvořil a tato díla vystavil v Colombu a Mahanuwere, v roce 1966 pak v Městské knihovně v Praze.
Realizoval mnoho výtvarných řešení v interiérech, například v roce 1967 výtvarně řešil a realizoval výzdobu vstupní haly Kulturního domu v obci Rovná na Sokolovsku. V roce 1977 dokončil výtvarnou výzdobu plaveckého bazénu v Písnici u Prahy.